# Francesca Pallarès i Salvador
Francesca Pallarès i Salvador (Barcelona, 1934) és una arqueòloga i professora universitària catalana.
Formada a la Universitat de Barcelona, va ser professora de la Universitat La Sapienza, de Roma. Estigué vinculada des del 1958 a l'Istituto Internazionale di Studi Liguri de Bordighera i, a partir del 1978 en va ser la directora. Ha publicat nombrosos treballs sobre arqueologia, especialment ceràmica, com El poblado ibérico de San Antonio de Calaceite (1965), basat en els diaris d'excavació –inédits– de Bosch Gimpera, Las excavaciones de la Plaza de San Miguel y la topografía romana de Barcino (1969) o La topografia e le origini di Barcellona romana (1970).
El 20 de febrer de 2013 fou elegida acadèmica de la Reial Acadèmia Catalana de Belles Arts de Sant Jordi, per Imperia (Itàlia), aprovant així la proposta en el seu dia presentada pels acadèmics Guitart i Duran, Antoni Pladevall i Verrié i Faget.
El 2016 se li va fer un homenatge al Museu d'Història de Barcelona (MUHBA), en reconeixement de la seva trajectòria. Durant l'acte, celebrat a la Sala Martí l'Humà del Museu, Pallarès pronuncià la conferència Barcino: excavaciones en la plaza San Miguel. Experiencias y recuerdos.